# NGC 4377-3

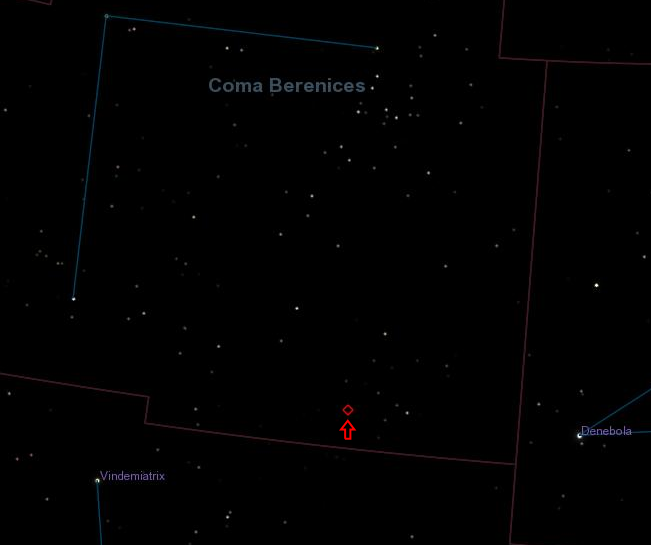
Расположение NGC 4377-3 на небосводе

NGC 4377-3 (другие обозначения — UGC 7501, MCG 3-32-25, ZWG 99.41, 3ZW 65, VCC 778, PGC 40476) — галактика в созвездии Волосы Вероники.
Этот объект не входит в число перечисленных в оригинальной редакции «Нового общего каталога» и был добавлен позднее.